# Bóng đá tại Thế vận hội Mùa hè 2008 – Giải đấu Nữ
Giải đấu bóng đá nữ tại Thế vận hội Mùa hè 2008 được tổ chức tại Bắc Kinh và bốn thành phố khác ở Trung Quốc từ 6 tới 21 tháng 8 năm 2008. Các liên đoàn trực thuộc FIFA sẽ cử các đội tuyển quốc gia của họ tham dự giải đấu gồm 12 đội. Các trận vòng bảng bắt đầu từ hai ngày trước Lễ khai mạc đại hội. Các đội được chia làm ba bảng bốn đội, thi đấu vòng tròn một lượt. Hai đội đứng đầu mỗi bàng cùng hai đội thứ ba xuất sắc nhất sẽ tiến vào vòng đấu loại trực tiếp.
Đội tuyển vô địch là Hoa Kỳ sau khi vượt qua Brasil 1–0 trong trận chung kết. Carli Lloyd là người ghi bàn quyết định ở phút 96, giúp Mỹ giành huy chương vàng Olympic thứ ba.

## Vòng loại
Các Ủy ban Olympic quốc gia có quyền cử đội tuyển tham gia giải đấu.
| Phương thức                                      | Thời gian thi đấu loại   | Địa điểm          | Số suất | Đội tuyển                    |
| ------------------------------------------------ | ------------------------ | ----------------- | ------- | ---------------------------- |
| Chủ nhà                                          | –                        | –                 | 1       | Trung Quốc                   |
| Giải đấu vòng loại của AFC                       | 2/2007 – 8/2007          | –                 | 2       | Nhật Bản · CHDCND Triều Tiên |
| Giải đấu vòng loại của CAF                       | 10/2006 – 3/2008         | –                 | 1       | Nigeria                      |
| Giải đấu vòng loại của CONCACAF                  | 10/2007 – 4/2008         | Ciudad Juárez     | 2       | Hoa Kỳ · Canada              |
| Giải vô địch bóng đá nữ Nam Mỹ 2006              | 10–26/11/2006            | Mar del Plata     | 1       | Argentina                    |
| Giải đấu vòng loại của OFC                       | 25/8 – 7/9/2007 8/3/2008 | Apia Port Moresby | 1       | New Zealand                  |
| UEFA (Giải vô địch bóng đá nữ thế giới 2007)*    | 10–30/9/2007             | Trung Quốc        | 2*      | Đức · Na Uy                  |
| Playoff khu vực châu Âu (Đan Mạch gặp Thụy Điển) | 8/11/2007 28/11/2007     | Viborg Solna      | 1*      | Thụy Điển                    |
| Playoff CAF-CONMEBOL (Ghana gặp Brasil)          | 19/4/2008                | Bắc Kinh          | 1       | Brasil                       |
| Tổng                                             |                          |                   | 12      |                              |

- Ghi chú – Ba đội có thành tích tốt nhất Giải vô địch bóng đá nữ thế giới sẽ dự Olympic. Tuy nhiên đội tuyển xếp thứ ba là Anh không thể tham gia vì không thuộc IOC mà thay vào đó là Vương quốc Liên hiệp Anh. Do đó đội xếp thứ tư châu Âu sẽ thế chỗ, dẫn tới trận tranh vé vớt giữa Thụy Điển và Đan Mạch.

## Phân hạt giống
| Nhóm 1: châu Á                                        | Nhóm 2: châu Mỹ            | Nhóm 3: châu Âu           | Nhóm 3: Phần còn lại                |
| ----------------------------------------------------- | -------------------------- | ------------------------- | ----------------------------------- |
| - Trung Quốc (chủ nhà) - Nhật Bản - CHDCND Triều Tiên | - Canada - Brasil - Hoa Kỳ | - Đức - Na Uy - Thụy Điển | - Argentina - Nigeria - New Zealand |

## Trọng tài
| Trọng tài             | Trợ lý                                |
| AFC                   | AFC                                   |
| --------------------- | ------------------------------------- |
| Hong Eun-ah           | Sarah Ho Jacqueline Leleu             |
| Pannipar Kamnueng     | Daw Kaw Ja Lưu Tú Mỹ                  |
| Liu Hongjuan          | Shamsuri Widiya Habibah Ngưu Huệ Quân |
| CONCACAF              |                                       |
| Shane de Silva        | Milena López Cindy Mohammed           |
| Dianne Ferreira-James | Mayte Chávez Rita Muñoz               |
| Kari Seitz            | Marlene Duffy Veronica Perez          |

| Trọng tài       | Trợ lý                                                  |
| CAF             | CAF                                                     |
| --------------- | ------------------------------------------------------- |
| Deidre Mitchell | Nomvula Masilela Tempa Ndah                             |
| CONMEBOL        |                                                         |
| Estela Álvarez  | Marlene Leyton María Rocco                              |
| UEFA            |                                                         |
| Christine Beck  | Inka Müller María Luisa Villa Gutiérrez                 |
| Nicole Petignat | Cristina Cini Karine Vives Solana                       |
| Dagmar Damková  | Helen Caro Irina Mirt Katarzyna Nadolska Hege Steinlund |
| Jenny Palmqvist | Helen Caro Irina Mirt Katarzyna Nadolska Hege Steinlund |

## Vòng bảng
Giờ địa phương là Giờ chuẩn Trung Quốc (UTC+8)

### Bảng E
| Đội        | Tr | T | H | B | BT | BB | HS | Đ |
| ---------- | -- | - | - | - | -- | -- | -- | - |
| Trung Quốc | 3  | 2 | 1 | 0 | 5  | 2  | +3 | 7 |
| Thụy Điển  | 3  | 2 | 0 | 1 | 4  | 3  | +1 | 6 |
| Canada     | 3  | 1 | 1 | 1 | 4  | 4  | 0  | 4 |
| Argentina  | 3  | 0 | 0 | 3 | 1  | 5  | −4 | 0 |

| Argentina    | 1–2      | Canada                 |
| ------------ | -------- | ---------------------- |
| Manicler 85' | Chi tiết | Chapman 27' · Lang 72' |

| Trung Quốc                | 2–1      | Thụy Điển   |
| ------------------------- | -------- | ----------- |
| Từ Viện 6' · Hàn Đoan 72' | Chi tiết | Schelin 38' |

| Thụy Điển   | 1–0      | Argentina |
| ----------- | -------- | --------- |
| Fischer 57' | Chi tiết |           |

| Canada       | 1–1      | Trung Quốc  |
| ------------ | -------- | ----------- |
| Sinclair 34' | Chi tiết | Từ Viện 36' |

| Trung Quốc                   | 2–0      | Argentina |
| ---------------------------- | -------- | --------- |
| Hàn Đoan 52' · Cổ Nhã Sa 90' | Chi tiết |           |

| Thụy Điển        | 2–1      | Canada       |
| ---------------- | -------- | ------------ |
| Schelin 19', 51' | Chi tiết | Tancredi 63' |

### Bảng F
| Đội               | Tr | T | H | B | BT | BB | HS | Đ |
| ----------------- | -- | - | - | - | -- | -- | -- | - |
| Brasil            | 3  | 2 | 1 | 0 | 5  | 2  | +3 | 7 |
| Đức               | 3  | 2 | 1 | 0 | 2  | 0  | +2 | 7 |
| CHDCND Triều Tiên | 3  | 1 | 0 | 2 | 2  | 3  | −1 | 3 |
| Nigeria           | 3  | 0 | 0 | 3 | 1  | 5  | −4 | 0 |

| Đức | 0–0      | Brasil |
| --- | -------- | ------ |
|     | Chi tiết |        |

| CHDCND Triều Tiên | 1–0      | Nigeria |
| ----------------- | -------- | ------- |
| Kim Kyong-hwa 27' | Chi tiết |         |

| Nigeria | 0–1      | Đức           |
| ------- | -------- | ------------- |
|         | Chi tiết | Stegemann 65' |

| Brasil                  | 2–1      | CHDCND Triều Tiên |
| ----------------------- | -------- | ----------------- |
| Daniela 14' · Marta 23' | Chi tiết | Ri Kum-suk 90'    |

| CHDCND Triều Tiên | 0–1      | Đức        |
| ----------------- | -------- | ---------- |
|                   | Chi tiết | Mittag 86' |

| Nigeria             | 1–3      | Brasil                    |
| ------------------- | -------- | ------------------------- |
| Nkwocha 19' (ph.đ.) | Chi tiết | Cristiane 34', 35', 45+3' |

### Bảng G
| Đội         | Tr | T | H | B | BT | BB | HS | Đ |
| ----------- | -- | - | - | - | -- | -- | -- | - |
| Hoa Kỳ      | 3  | 2 | 0 | 1 | 5  | 2  | +3 | 6 |
| Na Uy       | 3  | 2 | 0 | 1 | 4  | 5  | −1 | 6 |
| Nhật Bản    | 3  | 1 | 1 | 1 | 7  | 4  | +3 | 4 |
| New Zealand | 3  | 0 | 1 | 2 | 2  | 7  | −5 | 1 |

| Nhật Bản                      | 2–2      | New Zealand                    |
| ----------------------------- | -------- | ------------------------------ |
| Miyama 72' (ph.đ.) · Sawa 86' | Chi tiết | Yallop 37' · Hearn 56' (ph.đ.) |

| Na Uy                      | 2–0      | Hoa Kỳ |
| -------------------------- | -------- | ------ |
| Larsen Kaurin 2' · Wiik 4' | Chi tiết |        |

| Hoa Kỳ    | 1–0      | Nhật Bản |
| --------- | -------- | -------- |
| Lloyd 27' | Chi tiết |          |

| New Zealand | 0–1      | Na Uy   |
| ----------- | -------- | ------- |
|             | Chi tiết | Wiik 8' |

| Na Uy       | 1–5      | Nhật Bản                                                        |
| ----------- | -------- | --------------------------------------------------------------- |
| Knutsen 27' | Chi tiết | Kinga 31' · Følstad 51' (l.n.) · Ohno 52' · Sawa 71' · Hara 83' |

| Hoa Kỳ                                                 | 4–0      | New Zealand |
| ------------------------------------------------------ | -------- | ----------- |
| O'Reilly 1' · Rodriguez 43' · Tarpley 56' · Hucles 60' | Chi tiết |             |

### Thứ hạng các đội xếp thứ ba
| Đội               | Tr | T | H | B | BT | BB | HS | Đ |
| ----------------- | -- | - | - | - | -- | -- | -- | - |
| Nhật Bản          | 3  | 1 | 1 | 1 | 7  | 4  | +3 | 4 |
| Canada            | 3  | 1 | 1 | 1 | 4  | 4  | 0  | 4 |
| CHDCND Triều Tiên | 3  | 1 | 0 | 2 | 2  | 3  | −1 | 3 |

## Vòng đấu loại trực tiếp
|  | Tứ kết | Tứ kết     | Tứ kết |        |           | Bán kết  | Bán kết | Bán kết |                            |                            | Trận tranh huy chương vàng | Trận tranh huy chương vàng | Trận tranh huy chương vàng |
|  |        |            |        |        |           |          |         |         |                            |                            |                            |                            |                            |
|  | F1     | Brasil     | 2      |        |           |          |         |         |                            |                            |                            |                            |                            |
|  | G2     | Na Uy      | 1      |        |           |          |         |         |                            |                            |                            |                            |                            |
|  | G2     | Na Uy      | 1      |        | F1        | Brasil   | 4       |         |                            |                            |                            |                            |                            |
|  |        |            |        |        | F1        | Brasil   | 4       |         |                            |                            |                            |                            |                            |
|  |        | F2         | Đức    | 1      |           |          |         |         |                            |                            |                            |                            |                            |
|  | E2     | F2         | Đức    | 1      | Thụy Điển | 0        |         |         |                            |                            |                            |                            |                            |
|  | E2     |            |        |        | Thụy Điển | 0        |         |         |                            |                            |                            |                            |                            |
|  | F2     | Đức        | 2      |        |           |          |         |         |                            |                            |                            |                            |                            |
|  |        |            |        |        |           |          |         |         |                            |                            | F1                         | Brasil                     | 0                          |
|  |        |            | G1     | Hoa Kỳ | 1         |          |         |         |                            |                            |                            |                            |                            |
|  | E1     | Trung Quốc | 0      |        |           |          |         |         |                            |                            |                            |                            |                            |
|  | G3     | Nhật Bản   | 2      |        |           |          |         |         |                            |                            |                            |                            |                            |
|  | G3     | Nhật Bản   | 2      |        | G3        | Nhật Bản | 2       |         | Trận tranh huy chương đồng | Trận tranh huy chương đồng | Trận tranh huy chương đồng | Trận tranh huy chương đồng |                            |
|  |        |            |        |        | G3        | Nhật Bản | 2       |         | Trận tranh huy chương đồng | Trận tranh huy chương đồng | Trận tranh huy chương đồng | Trận tranh huy chương đồng |                            |
|  |        | G1         | Hoa Kỳ | 4      |           |          |         |         |                            |                            |                            |                            |                            |
|  | G1     | G1         | Hoa Kỳ | 4      | Hoa Kỳ    | 2        |         | F2      | Đức                        | 2                          |                            |                            |                            |
|  | G1     |            |        |        | Hoa Kỳ    | 2        |         | F2      | Đức                        | 2                          |                            |                            |                            |
|  | E3     | Canada     | 1      |        |           |          |         |         |                            |                            | G3                         | Nhật Bản                   | 0                          |

### Tứ kết
| Hoa Kỳ                | 2–1 (s.h.p.) | Canada       |
| --------------------- | ------------ | ------------ |
| Hucles 12' · Kai 101' | Chi tiết     | Sinclair 30' |

| Brasil                  | 2–1      | Na Uy              |
| ----------------------- | -------- | ------------------ |
| Daniela 43' · Marta 57' | Chi tiết | Nordby 83' (ph.đ.) |

| Thụy Điển | 0–2 (s.h.p.) | Đức                            |
| --------- | ------------ | ------------------------------ |
|           | Chi tiết     | Garefrekes 104' · Laudehr 115' |

| Trung Quốc | 0–2      | Nhật Bản                |
| ---------- | -------- | ----------------------- |
|            | Chi tiết | Sawa 15' · Nagasato 80' |

### Bán kết
| Brasil                                       | 4–1      | Đức       |
| -------------------------------------------- | -------- | --------- |
| Formiga 43' · Cristiane 49', 76' · Marta 53' | Chi tiết | Prinz 10' |

| Hoa Kỳ                                        | 4–2      | Nhật Bản                 |
| --------------------------------------------- | -------- | ------------------------ |
| Hucles 41', 80' · Chalupny 44' · O'Reilly 70' | Chi tiết | Ohno 16' · Arakawa 90+3' |

### Trận tranh huy chương đồng
| Đức               | 2–0      | Nhật Bản |
| ----------------- | -------- | -------- |
| Bajramaj 68', 87' | Chi tiết |          |

### Trận tranh huy chương vàng
| Brasil | 0–1 (s.h.p.) | Hoa Kỳ    |
| ------ | ------------ | --------- |
|        | Chi tiết     | Lloyd 96' |

## Xếp hạng chung cuộc
| Hạng | Đội tuyển         | Tr | T | H | B | BT | BB | HS | Đ  |
| ---- | ----------------- | -- | - | - | - | -- | -- | -- | -- |
| 1    | Hoa Kỳ            | 6  | 5 | 0 | 1 | 12 | 5  | +7 | 15 |
| 2    | Brasil            | 6  | 4 | 1 | 1 | 11 | 5  | +6 | 13 |
| 3    | Đức               | 6  | 4 | 1 | 1 | 7  | 4  | +3 | 13 |
| 4    | Nhật Bản          | 6  | 2 | 1 | 3 | 11 | 10 | +1 | 7  |
| 5    | Trung Quốc        | 4  | 2 | 1 | 1 | 5  | 4  | +1 | 7  |
| 6    | Thụy Điển         | 4  | 2 | 0 | 2 | 4  | 5  | –1 | 6  |
| 7    | Na Uy             | 4  | 2 | 0 | 2 | 5  | 7  | –2 | 6  |
| 8    | Canada            | 4  | 1 | 1 | 2 | 5  | 6  | −1 | 4  |
| 9    | CHDCND Triều Tiên | 3  | 1 | 0 | 2 | 2  | 3  | −1 | 3  |
| 10   | New Zealand       | 3  | 0 | 1 | 2 | 2  | 7  | −5 | 1  |
| 11   | Argentina         | 3  | 0 | 0 | 3 | 1  | 5  | −4 | 0  |
| 11   | Nigeria           | 3  | 0 | 0 | 3 | 1  | 5  | −4 | 0  |

## Thống kê

### Người ghi bàn
5 bàn
- Cristiane

4 bàn
- Angela Hucles

3 bàn
| - Marta | - Sawa Homare | - Lotta Schelin |

2 bàn
| - Daniela - Christine Sinclair - Fatmire Bajramaj | - Carli Lloyd - Heather O'Reilly - Melissa Wiik | - Ohno Shinobu - Hàn Đoan - Từ Viện |

1 bàn
| - Ludmila Manicler - Formiga - Candace Chapman - Kara Lang - Melissa Tancredi - Kerstin Garefrekes - Simone Laudehr - Anja Mittag - Birgit Prinz - Kerstin Stegemann | - Lori Chalupny - Natasha Kai - Amy Rodriguez - Lindsay Tarpley - Leni Larsen Kaurin - Guro Knutsen - Siri Nordby - Amber Hearn - Kirsty Yallop - Arakawa Eriko | - Hara Ayumi - Kinga Yukari - Miyama Aya - Ōgimi Yūki - Perpetua Nkwocha - Nilla Fischer - Kim Kyong-hwa - Ri Kum-suk - Cổ Nhã Sa |

Phản lưới nhà
- Gunhild Følstad (gặp Nhật Bản)